# أمينة بن خضراء
أمينة بن خضراء (28 نوفمبر 1954-) ولدت بسلا. مهندسة وسياسية مغربية، شغلت منصب وزير الطاقة والمعادن والماء والبيئة في حكومة عباس الفاسي بين 15 أكتوبر 2007 و3 يناير 2012.
كرمت سنة 2010 من طرف جامعة الدول العربية لدورها في مجال البيئة. تشغل حاليا منصب المديرة العامة للمكتب الوطني للهيدروكربورات والمعادن.